# 松树镇 (武威市)
松树镇，是中华人民共和国甘肃省武威市凉州区下辖的一个乡镇级行政单位。
2015年，甘肃省民政厅批复同意撤销松树乡，设立松树镇。

## 行政区划
松树镇下设：
科畦村、松树村、三畦村、头坝村、冯良村、南河村等，境内有凉州莲花山旅游景区。